# Better Call Saul
Better Call Saul er en amerikansk dramaserie skabt af Vince Gilligan og Peter Gould. Serien er en spin-off til Gilligans tidligere værk, Breaking Bad, hvor den primært fungerer som en prequel.
Serien foregår i 2000'erne og fokuserer på advokaten Saul Goodman og hans liv seks år før begivenhederne i Breaking Bad og frem. Serien indeholder også kortere tilbageblik fra andre karakterers tidligere liv. Medvirkende tæller blandt andre Bob Odenkirk, Jonathan Banks, Rhea Seehorn, Michael McKean, Patrick Fabian, Michael Mando, Giancarlo Esposito og Tony Dalton.
Better Call Saul havde premiere på AMC den 8. februar 2015 og sluttede den 15. august 2022 efter seks sæsoner med 63 afsnit. Serien fik generelt positive anmeldelser med ros for dets skuespil, karakterer, forfatterskab, instruktion og cinematografi. Mange anmeldere betragter den som en værdig efterfølger til Breaking Bad, mens andre anser den som en af de bedste tv-serier, der er lavet.